# For All I Care
Albums de The Bad Plus
Prog
(2007) Never Stop
(2010)
For All I Care est un album de The Bad Plus sorti le 20 octobre 2008 en Europe et le 3 février 2009 aux États-Unis. Le producteur de cet album est Tchad Blake, qui avait produit les trois premiers albums de The Bad Plus (sans compter "Motel").
For All I Care se distingue des précédents albums par la présence de Wendy Lewis, une chanteuse rock, ce qui est un tournant par rapport à leur précédents albums dans lesquels tous les morceaux étaient instrumentaux. Bien que The Bad Plus est connu pour jouer des reprises inventives de chansons rock, c'est leur premier album composé uniquement de reprises. Celles-ci sont essentiellement des chansons rock (Nirvana, Pink Floyd…), mais également des traitements originaux de musique contemporaine (György Ligeti, Milton Babbitt, Igor Stravinsky), où Wendy Lewis n'intervient pas.

## Description

### Musiciens
- Ethan Iverson : piano
- Reid Anderson : contrebasse, chant
- David King : batterie, chant
- Wendy Lewis : chant

### Liste des titres
1. Lithium (Nirvana)
2. Comfortably Numb (Pink Floyd)
3. Fem (Etude No. 8) (György Ligeti)
4. Radio Cure (Wilco)
5. Long Distance Runaround (Yes)
6. Semi-Simple Variations (Milton Babbitt)
7. How Deep Is Your Love (Bee Gees)
8. Barracuda (Heart)
9. Lock, Stock and Teardrops (K.D. Lang)
10. Variation d'Apollon (Igor Stravinsky)
11. Feeling Yourself Disintegrate (The Flaming Lips)
12. Semi-Simple Variations (Alternate Version)
13. New Year's Day (U2, Sur la version en ligne exclusive seulement)

## Accueil critique
L'album est très bien accueilli par la critique spécialisée,.
Kit O'Toole note la différence de traitement des reprises rock par rapport à leur précédents albums. Alors que ces reprises étaient précédemment assez ironiques, voire sarcastiques, elles sont dans For All I Care beaucoup plus sincères, notamment à cause de la présence de Wendy lewis.